# Diabologum
Diabologum era un reconeixit grup de música tolosà de rock alternatiu francòfon fundat a principis de la dècada del 1990 per Michel Cloup Peter i Arnaud Michniak Tadz: el llur darrer concert va ser l'any 1998 en la Knitting Factory de Nova York. Després de la separació «per qüestions artístiques i humanes», els dos caps visibles continuen carrera per separat com a Programme (Tadz) i Expérience (Cloup), per bé que l'any 2011 es tornen a ajuntar per dos concerts sols.

## Trajectòria
El conjunt, originàriament anomenat Infra, alternava entre el pop avantguardista, el noise i el collage sonor i va redefinir llur so amb son tercer disc, #3, en el qual van substituir la part cantada per recitats a l'estil del rap, tot acompanyat per guitarrades i fragments sonors com, verbigràcia, un extracte de la pel·lícula La mamain et la putain de Jean Eustache.
En plena gira de presentació del #3, l'any 1996 actua en el festival Barcelona Acció Musical i, a l'any següent, al Festival Internacional de Benicàssim -l'un de llurs millors concerts, segons el grup- i, amb els asturians Manta Ray, de bell nou al BAM.

## Reunió
L'any 2011, després d'un breu concert sorpresa a Poitiers, el grup es torna a reunir per una sola data a l'ocasió del 20é aniversari del festival Rockomotives, on Diabologum ja va tocar l'any 1997. Michel Cloup havia reprengut qualque títols com De la neige en été dins la seua gira en solitari el 2010, mes va diure
 pas res sobre la reformació en una entrevista al començament del 2011. El repertori llestat, basat principalment en el #3, compta amb la participació de l'actriu Françoise Lebrun en recitar el seu conegut monòleg de La maman et la putain.
El 2020, arrel de la reedició en vinil de llurs dos primers discs en la caixa La jeunesse est un art, Cloup confessà que proposara a tots els membres històrics del grup de fer una sessió "Diabologum & Friends" per a tocar peces dels tres discs amb convidats, però no pas una reformació.

## Discografia
| Any  | Nom del disc                                     | Segell  | Detalls                                                                             |
| ---- | ------------------------------------------------ | ------- | ----------------------------------------------------------------------------------- |
| 1993 | C'était un lundi après-midi semblable aux autres | Lithium | «això era un dilluns vespre com qualsevol altre», amb Dominique A                   |
| 1994 | Le goût du jour                                  | Lithium | «el gust del dia»                                                                   |
| 1994 | Les garçons ont toujours raison                  | Lithium | «els minyons sempre han raó» (EP)                                                   |
| 1994 | L'art est dans la rue                            | Lithium | «l'art és en el carrer» (EP)                                                        |
| 1996 | À decouvrir absolument                           | Lithium | «nou de trinca», senzill extret del tercer disc                                     |
| 1996 | #3                                               | Lithium | subtitulat Il n'est pas perdu pour tout le monde («està pas perdut per tot lo món») |
| 1996 | 365 jours ouvrables                              | Lithium | «365 dies feiners», EP extret del disc anterior                                     |
| 1997 | La última historia de seducción                  | Astro   | «la darrera història de seducció», EP pòstum compartit amb Manta Ray                |